# 왕우렁이상과
왕우렁이상과(Ampullarioidea)는 민물에 사는 달팽이로 복족류 연체동물 상과의 하나이다. 신생복족류 하위 분류인 고설류에 속한다. 9개 속에 150여 종 이상을 포함하고 있다.

## 하위 과
- 사과우렁이과 또는 왕우렁이과 (Ampullariidae) - 왕우렁이(Pomacea canaliculata), 섬사과우렁이(Pomacea nsularus) 포함
- † Naricopsinidae